# Heinz Wendlinger
Heinz Wendlinger (fl. XX secolo) è stato un bobbista tedesco.

## Biografia
Bobbista durante la metà del XX secolo, ai campionati mondiali vinse una medaglia d'argento a Cortina d'Ampezzo 1953, nel bob a quattro con Andreas Ostler, Hans Hohenester e Rudi Erben.